# 독립잡지
독립잡지란 보통 제작 방식이나 유통방식이 주류잡지들과는 다르게 제각각인 잡지들을 독립잡지 혹은 소규모 출판물이라 일컫는다. 독립잡지의 조건으로는 자본으로부터의 독립과 시선의 독립이 있다. 광고 등을 비롯한 거대 자본에서 독립한 것이어야 하고, 상업잡지와 다른 새로운 시각을 제공해야 한다는 것이다. 
독립잡지의 정체성의 논의는 현재도 진행 중인데 기존의 상업잡지들처럼 ‘광고’에 의존하지 않고 상업성을 배제하자는 의미만으로 한정 지을 수 없다는 것이 대세이다. 요즘은 ‘내용과 표현에 있어 독립적인 콘텐츠’를 유지한다는 쪽에 초점을 맞춘다.

## 종류
싱클레어 보관됨 2015-08-10 - 웨이백 머신, 칠진, BLINK, 칼방귀, 나불나불, DOMINO, ROVE, 66100, 월간잉여 보관됨 2015-10-07 - 웨이백 머신, 록셔리, 더 멀리 등이 있다.

## 역사
1990년대 후반에서 2000년대 초반까지 이동통신사의 홍보 전략으로 사용되며‘문화 잡지’의 전성시대였지만, 많은 이러한 잡지들은 2000년대 들어 갑자기 사라지게 되었다. 2000년대 중반부터 ‘독립’이란 이름을 단 잡지들이 출현하기 시작했다. 소규모로 발간하며 잡지만의 고유한 편집 원칙과 취향을 고집하는 잡지들이라 할 수 있는 독립잡지가 등장하며 최근에도 다양한 방면에서 성장을 하고 있다. 반면 1호만 내고 사라져버리는 잡지들도 무수히 늘고 있는 상황이다. 독립잡지계의 ‘원로’라 부를 만한 잡지 ‘싱클레어’는 15년째에 들어섰다.

## 특징

### 상업잡지와의 차이점
대부분 광고를 통해 제작비를 충당하지 않고, 독자들의 후원을 받거나 잡지를 판매한 수입, 혹은 편집장의 사비로 제작된다. 무료 기고가 대부분이며, 발행 주기가 불규칙적이다.또한, 거대 자본에 기대지 않고 창작자가 독자적인 예산을 마련하여 제작, 출판, 유통 등을 하게 된다. 그렇기 때문에 상업적인 목소리에 휘둘리지 않는 특징이 있다.

### 유통 형태
일반적인 잡지사의 발행의 유통망이나 판매방식을 따라가지 않고 자신들만의 대안적 유통형태를 가지고 있다. 주로 독립잡지 전문 출판 서점을 이용하거나, 전시회, 카페 등에서 배포된다.
- 유어마인드 https://web.archive.org/web/20190907214839/http://your-mind.com/
- 짐프리 zimfree http://www.zimfree.com
- 더북소사이어티 http://www.thebooksociety.org
- 5KM 마켓 http://www.5kilomarket.com 보관됨 2015-09-29 - 웨이백 머신
- door books http://www.doorbooks.net
- 샵메이커즈 http://www.shopmakers.kr 보관됨 2021-05-07 - 웨이백 머신
- from the books https://web.archive.org/web/20151006190039/http://www.fromthebooks.com/

## 의의
독립잡지는 상업성으로부터의 독립을 외치며 광고 없는 잡지를 만들고자 한다. 독립잡지 발행인들은 내용의 참신함과 주류문화로부터의 독립성에 집중해왔으며 광고주의 요구에서 벗어나 말하고 싶은 내용을 자유롭게 풀어내고 있다. 따라서 독립잡지의 의의는 '자유로움'과 '개성'에 있다.

## 문제점
보편적인 관점에서 제작되어 기성잡지와 다르지 않은 독립잡지들이 많이 생겨나고 있다. 지나치게 개인적인 수준에 머물러 있다는 비판을 받기도 한다. 또한 출판 비용의 충당과 배급의 어려움으로 인해 지속 가능한 독립잡지들이 줄어들고 있는 실정이다.

## 대안
독립 잡지들의 어려움을 돕기도 하고, 또 그 개성 있는 콘텐츠에 기대어 정체성을 만들어가는 공생 비즈니스들이 시장에 등장하고 있다.

### ISSUU
ISSUU는 독립 출판자들을 위한 디지털 퍼블리싱 플랫폼이다. 누구나 몇 분만에 자신이 만든 매거진을 출판할 수 있고, 전 세계적으로 공유할 수 있다. 인쇄료 절감을 통해 영세한 독립 잡지들의 디지털 출판을 수월하게 돕는다.

### Stackmagazine
Stackmagazine은 새롭고 기발한 매거진을 만나보길 원하는 독자들을 위한 서브스크립션 서비스이다. 매 달 가장 독특한 주제를 다루며 콘텐츠가 훌륭한 잡지를 자체적으로 선정해 집으로 배달해준다. 일정 수의 독자들에게 독립 잡지가 이름을 알릴 수 있도록 돕는 역할을 한다.

### Magazine Kiosk
POD(Printed On Demand)란 인터넷을 통해 책을 주문하면 곧바로 인쇄에 들어가 책을 만들어주는 서비스를 말한다. 인스턴트 북, 주문형 서적이라고도 한다. 재고를 남길 위험이 없고, 모든 과정이 인터넷을 통해 이루어지기 때문에 출판 비용을 획기적으로 줄여준다. Magazine Kiosk는 이런 POD의 이점을 살린 자판기 형식의 오프라인 플랫폼이다. 'Maganews Magazine’은 오직 주문이 들어왔을 때만 해당 잡지 혹은 신문을 인쇄해주는 키오스크 서비스이다. 소비자는 터치스크린을 간단히 조작하는 것만으로 200여개의 매거진과 뉴스, 저널 등 자신이 원하는 매체를 바로 인쇄해 책으로 소장할 수 있다. 하나의 매체를 인쇄하는 데 걸리는 시간은 단 2분 정도로 완성품은 서점에서 구매한 것과 크게 다르지 않다.